# Mimallonidae
Super-famille
Famille
Les Mimallonidae sont une famille de lépidoptères (papillons), la seule de la super-famille des Mimallonoidea. 
Elle comporte environ 27 genres et 194 espèces.

## Liste des genres
- Aceclostria
- Adalgisa
- Aleyda
- Alheita
- Bedosia
- Biterolfa
- Cicinnus
- Druentica
- Eadmuna
- Euphaneta
- Gonogramma
- Lacosoma
- Lurama
- Macessoga
- Menevia
- Mimallo
- Naniteta
- Pamea
- Psychocampa
- Ptochopsyche
- Reinmara
- Roelmana
- Roelofa
- Tarema
- Tolypeda
- Trogoptera
- Ulmara
- Vanenga
- Zaphanta